# Rubén Suárez
Pour les articles homonymes, voir Suárez.
Rubén Suárez Estrada est un footballeur espagnol, né le 19 février 1979 à Gijón en Espagne. Il évolue au poste d'ailier droit.

## Palmarès
- Espagne
  - 1999 : Vainqueur de la Coupe du monde des moins de 20 ans

## Vie privée
Son père Cundi a disputé plus de 300 matchs professionnels avec le Real Sporting de Gijón et compte 9 sélections en équipe d'Espagne.